# Repubblica Socialista Sovietica Ucraina
La Repubblica Socialista Sovietica Ucraina o RSS Ucraina (in ucraino Українська Радянська Соціалістична Республіка?, Ukraïns'ka Radjans'ka Socialistyčna Respublika; in russo Украинская Советская Социалистическая Республика?, Ukrainskaja Sovetskaja Socialističeskaja Respublika) fu una delle 15 Repubbliche dell'Unione Sovietica dalla sua nascita, il 25 dicembre 1917 al subentro in sua vece dell'Ucraina indipendente il 24 agosto 1991.

## Il nome
Inizialmente, quando la Repubblica Comunista Ucraina venne proclamata a Charkiv nel 1919, era conosciuta come la Repubblica Popolare Ucraina, cosa che generò parecchia confusione con l'omonima Repubblica Popolare Ucraina ma con capitale Kiev che è nota anche col nome di Repubblica Nazionale Ucraina per distinguersi dalla prima.
Con il formarsi dell'Unione Sovietica nel 1923 il nome venne cambiato in Repubblica Socialista Sovietica Ucraina con iniziali УССР in ucraino (RSSU in italiano). Nel 1936 il nome della repubblica venne cambiato di nuovo, così come quello di tutte le altre repubbliche sovietiche trasponendo la seconda e la terza parola: dal 1936 al 1991 la denominazione è Ucraina Sovietica Socialista Repubblica (l'ordine delle parole ucraino consente i tre aggettivi prima del nome finale).

## Storia
Fu un membro fondatore dell'Unione Sovietica dal momento in cui nacque nel 1922. Dopo la seconda guerra mondiale, nel 1945, furono approvati alcuni emendamenti alla Costituzione della RSS Ucraina: questi cambiamenti portarono il Paese a un'apparente maggiore autonomia dall'URSS in campo di politica internazionale, pur rimanendo all'interno dell'Unione Sovietica.
In particolare, questi emendamenti permisero all'Ucraina di diventare uno dei membri fondatori delle Nazioni Unite insieme all'URSS e alla RSS Bielorussa. In realtà, il seggio ottenuto era senza significato, era un semplice modo per fare avere all'URSS tre voti anziché uno soltanto. La capitale fu all'inizio Charkiv (dal 1918 al 1934) e in seguito Kiev. La Crimea fu annessa alla repubblica nel 1954, scorporandola dalla RSSF Russa.
La RSS Ucraina fu rinominata Ucraina il 24 agosto 1991, giorno in cui si separò dall'Unione Sovietica, diventando uno Stato indipendente.

## Leader della RSS Ucraina
I leader del Partito Comunista dell'Ucraina (e di fatto capi dello Stato) furono:
1. Georgij Pjatakov (1918)
2. Stanislav Vikentijovyč Kosior (1919-1920)
3. Dmitrij Manuil'skij (1921-1923)
4. Emanuïl Jonovyč Kvirinh (1923-1925)
5. Lazar' Kaganovič (1925-1928)
6. Stanislav Vikentijovyč Kosior (1928-1938)
7. Nikita Chruščëv (1938-1949)
8. Leonid Heorhijovyč Mel'nykov (1949-1953)
9. Oleksij Ilarionovyč Kyryčenko (1953-1957)
10. Nikolaj Podgornyj (1957-1963)
11. Petro Juchymovyč Šelest (1963-1972)
12. Volodymyr Vasyl'ovyč Ščerbyc'kyj (1972-1989)
13. Vladimir Ivaško (1989-1990)
14. Stanislav Ivanovyč Hurenko (1990-1991)